# Rhinochimaera
Rhinochimaera – rodzaj ryb zrosłogłowych z rodziny drakonowatych (Rhinochimaeridae).

## Rozmieszczenie geograficzne
Do rodzaju należą gatunki występujące w wodach zachodniego, południowo-wschodniego i północno-wschodniego Oceanu Atlantyckiego, Oceanu Arktycznego oraz w różnych obszarach Indo-Pacyfiku.

## Morfologia
Długość ciała do 159 cm; masa ciała (największa opublikowana) 3,2 kg. Wśród drakonowatych wyróżniają się grzbietowo-brzusznym spłaszczeniem pyska.

## Systematyka
Rodzaj zdefiniował w 1901 roku amerykański ichtiolog i herpetolog Samuel Garman w artykule poświęconym rodzajom i rodzinom ryb chimerokształtnych opublikowanym w czasopiśmie Proceedings of the New England Zoölogical Club. Gatunkiem typowym jest (oryginalne oznaczenie (również monotypowe)) R. pacifica.

### Etymologia
Rhinochimaera: gr. ῥις rhis, ῥινος rhinos ‘nos, pysk’; rodzaj Chimaera Linnaeus, 1758 (Chimaeridae).

### Podział systematyczny
Do rodzaju należą następujące występujące współcześnie gatunki:
- Rhinochimaera africana Compagno, Stehmann & Ebert, 1990
- Rhinochimaera atlantica Holt & Byrne, 1909
- Rhinochimaera pacifica Mitsukuri, 1895

Opisano również gatunki wymarłe:
- Rhinochimaera arenicola Vosin, 1968[6] (Azja; trias)
- Rhinochimaera caucasica Obruchev, 1967[7] (Europa; kreda)